# Tôn Vũ

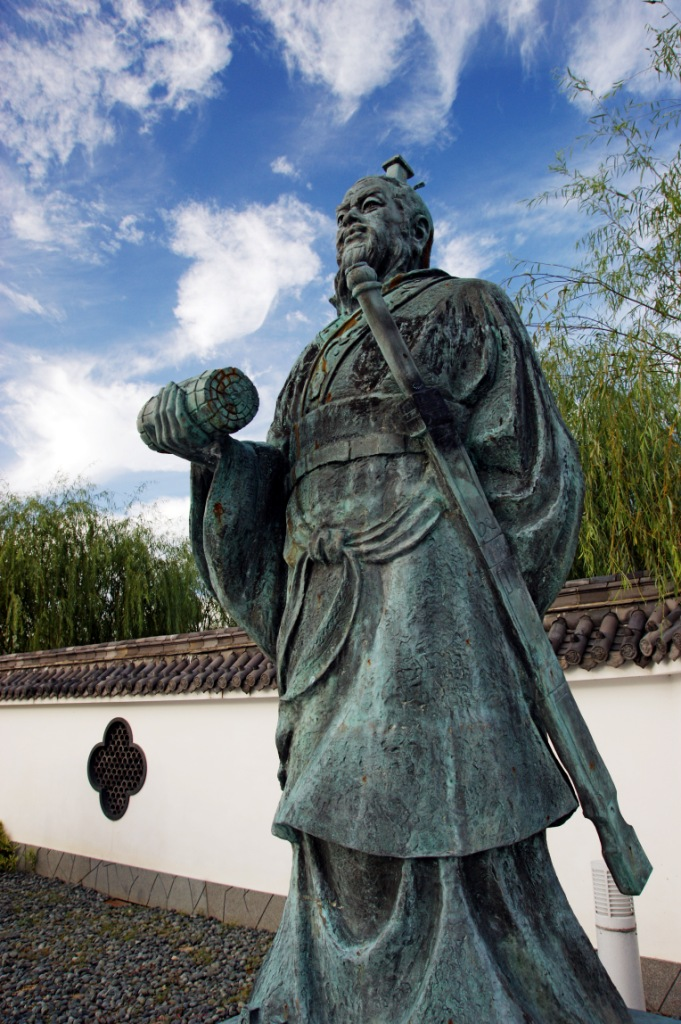

Tôn Vũ (545 TCN - 470 TCN) (giản thể: 孙武; phồn thể: 孫武; bính âm: Sūn Wǔ) tên chữ là Trường Khanh, là một danh tướng kiệt xuất của nước Ngô ở cuối thời Xuân Thu, nhờ cuốn binh thư của mình mà được tôn là Tôn Tử, lại bởi hoạt động chủ yếu ở nước Ngô, nên được gọi là Ngô Tôn Tử để phân biệt với Tôn Tẫn (Tề Tôn Tử là người nước Tề ở thời Chiến Quốc). Ông là một trong Mười vị thánh trong lịch sử Trung Quốc.